# Garhadiolus
Garhadiolus é um género botânico pertencente à família Asteraceae.